# 董誥

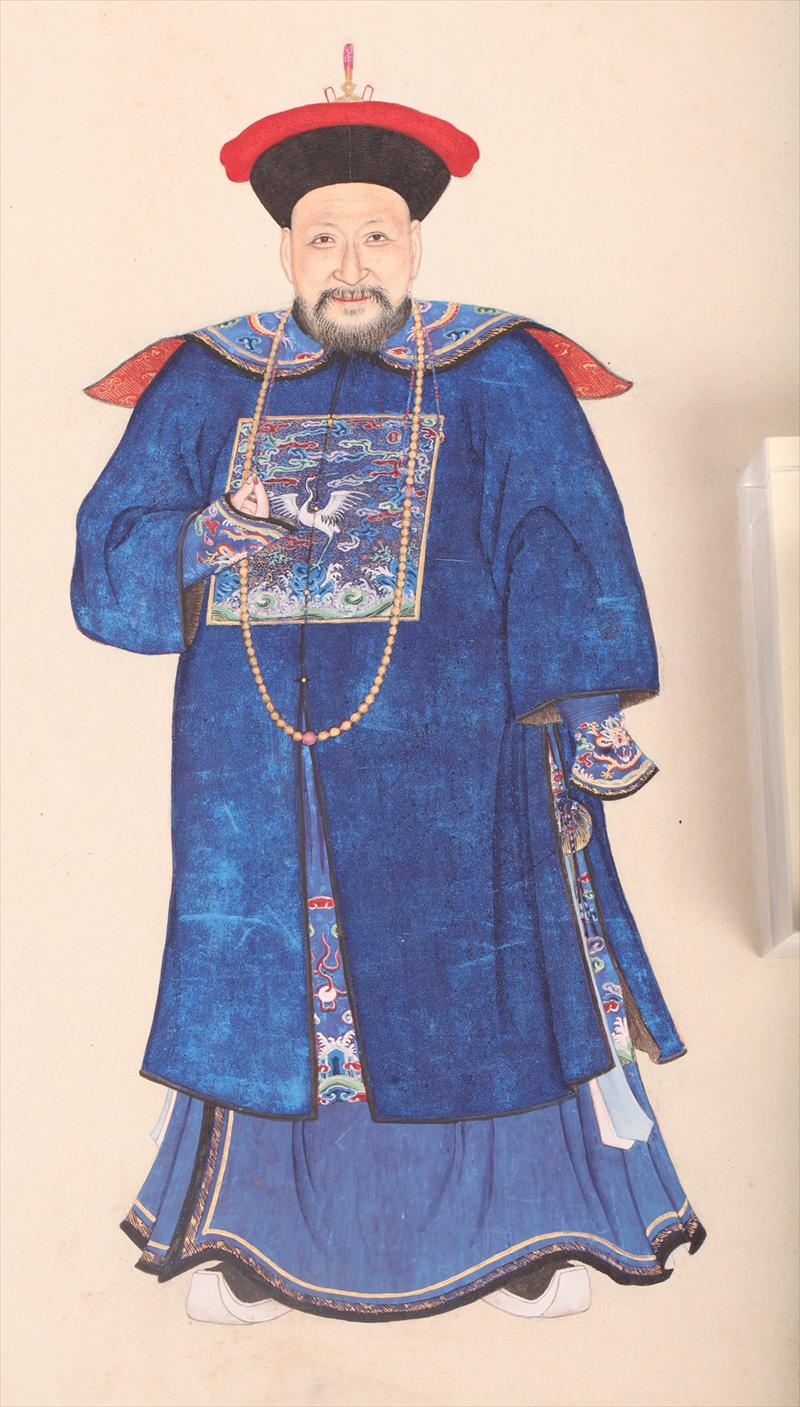
董誥

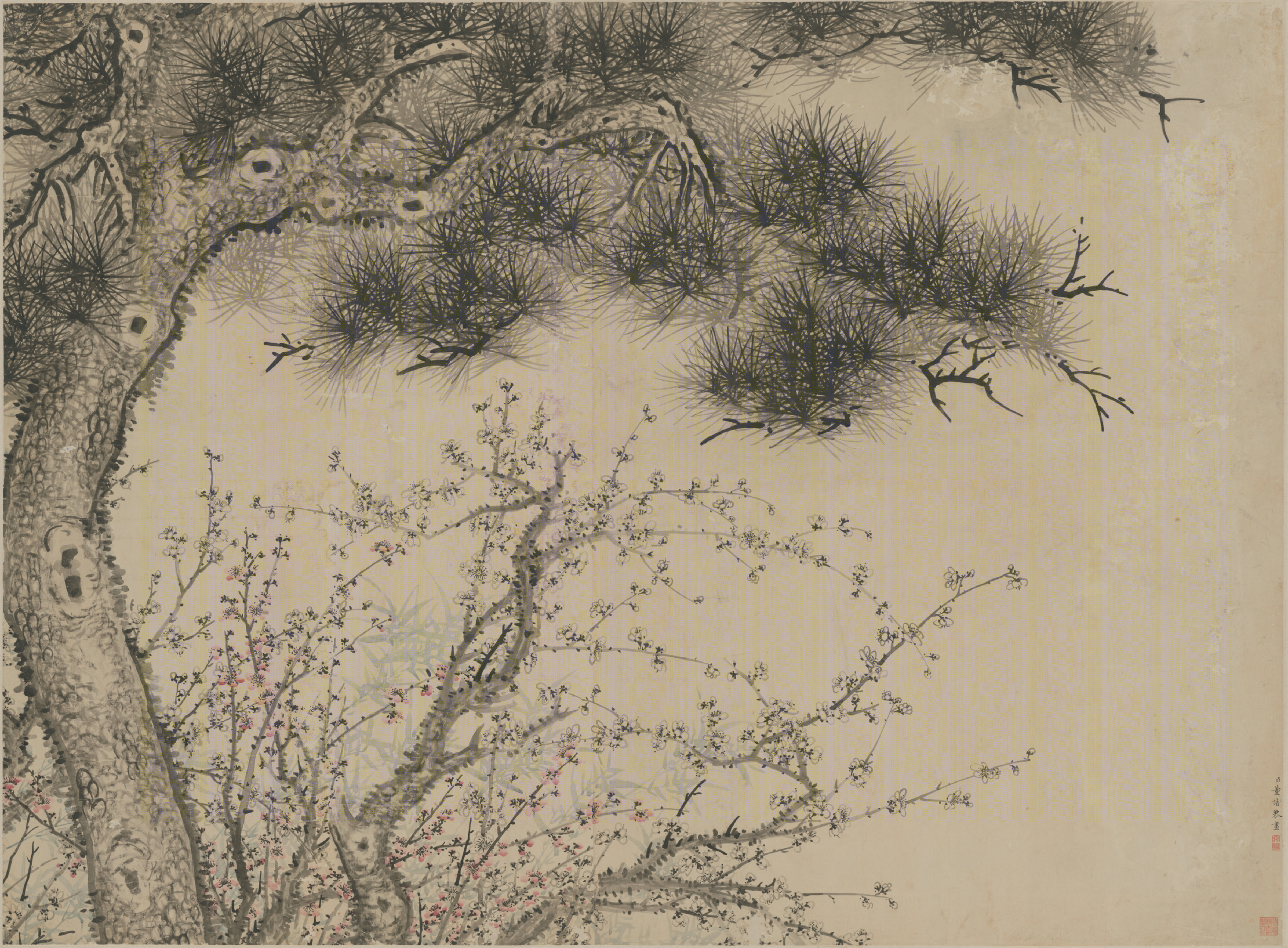
董诰绘《三友图》（北京故宫博物院藏）

董誥（1740年—1818年），字雅倫，號蔗林，浙江富陽人，清朝政治人物、進士出身，授文華殿大學士。

## 生平
尚書董邦達之長子。生於乾隆五年（1740年），乾隆二十七年（1762年），順天鄉試舉人，隔年進士，殿試各列一甲第三。清高宗因其為大臣之子，特改二甲第一，選庶吉士，散館授編修。乾隆三十二年，命入懋勤殿寫金字經為皇太后祝嘏。乾隆三十六年，服闋，入直南書房。后累升為內閣學士。乾隆四十年，特升工部侍郎，調戶部，歷署吏、刑兩部侍郎，兼管樂部。后充四庫館副總裁，接辦《四库全书》副总裁。乾隆四十四年（1779年），任军机大臣。已亥冬，縣令邱漣重新裝裱明代王紱《竹爐煮茶圖》時，不幸火災遭毀，乾隆四十五年庚子（1780年），奉命又繪一幅，御書“頓還舊觀”，稱“復竹爐煮茶圖”。同年，獲賜紫禁城騎馬。乾隆五十二年，加太子少保，擢戶部尚書，臺灣、廓爾喀先後底定，並列功臣，圖形紫光閣。
嘉慶年間，超拜東閣大學士。后晉太子太保、授文華殿大學士，兼刑部尚書。嘉慶十四年，晉太子太師，充上書房總師傅。嘉慶十七年，晉太保。嘉庆二十三年（1818年），上疏乞休，以太保、文華殿大学士致仕，是年十月病卒。谥文恭。葬於蛇浦村（今属新桐乡）。
编辑《皇清文穎續編》（录乾隆帝诗文）。